# Меморіальний музей-квартира Надії Суровцової
48°45′05″ пн. ш. 30°13′31″ сх. д. / 48.75139° пн. ш. 30.22528° сх. д.

Меморіальний музей-квартира Надії Суровцової відкрито 30 вересня 2005 року в квартирі, де громадська діячка та письменниця Суровцова Надія Віталіївна мешкала двадцять вісім років. Саме в цьому приміщенні створено музей рівно через 20 років після її смерті.

## Меморіальна частина
Меморіальна частина музею відтворює атмосферу, в якій жила і працювала Надія Віталіївна. Експозиція закладу представлена двома залами, в одному з яких експонуються документи та фото періоду життя і творчості Надії Віталіївни, а в іншому відтворено інтер'єр її помешкання.

## Коротка довідка
Надія Віталіївна Суровцова народилася 1896 року в Києві в інтелегентній родині.
1913–1917 рр. — навчання на Вищих жіночих Бестужівських курсах в Петербурзі.
1917–1918 рр. — працювала в секретаріаті закордонних справ у Києві.
1920 р. — отримала ступінь доктора філософії у Відні.
1925–1926 рр. — працювала у наркоматі іноземних справ у Харкові.
1928–1957 рр. — політв'язень.
1957–1985 рр. — повернулася на Україну, проживала в Умані.
Померла Надія Суровцова в 1985 році, похована на Міщанському кладовищі міста Умані.

## Місцезнаходження
Меморіальний музей-квартира Надії Суровцової розташована за адресою м. Умань, вул. Воїнів Інтернаціоналістів, 6.
Музей-квартира працює в будні з 8:20 до 17:12.